# أيلتون فيريرا سيلفا
أيلتون فيريرا سيلفا (بالبرتغالية: Ailton Ferreira Silva‏) (16 مارس 1995 بلاورو دي فريتاس في البرازيل - ) هو لاعب كرة قدم برازيلي في مركز الدفاع. لعب مع نادي فلومينينسي ونادي نيفتشي باكو.

## وصلات خارجية
- أيلتون فيريرا سيلفا على موقع الاتحاد الأوربي (الإنجليزية)
- أيلتون فيريرا سيلفا على موقع قاعدة بيانات كرة القدم.إي يو (الإنجليزية)
- أيلتون فيريرا سيلفا على موقع Soccerway.com (الإنجليزية)
- أيلتون فيريرا سيلفا على موقع عالم كرة القدم.نت (الإنجليزية)
- أيلتون فيريرا سيلفا على موقع AS.com (الإسبانية)